# Tauras Kaunas

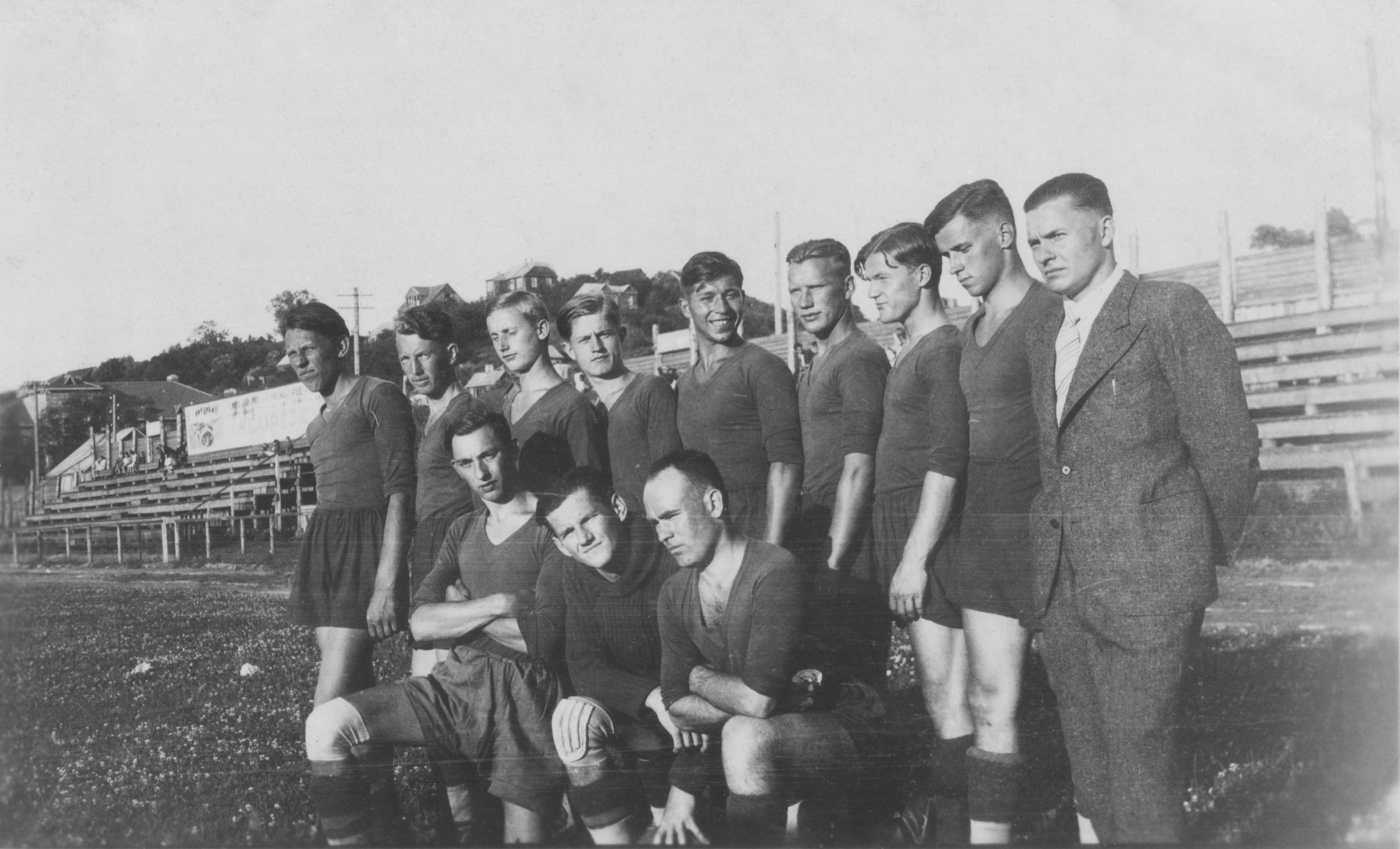
El Tauras Kaunas de la temporada de 1936.

El Tauras Kaunas fue un equipo de fútbol de Lituania que jugó en la A Lyga, la primera división de fútbol en el país.

## Historia
Fue fundado en abril de 1929 en la ciudad de Kaunas originalmente como un equipo filial del LFLS Kaunas hasta que en 1934 el club se desvincula como equipo filial luego de obtener el ascenso a la A Lyga.
Participó en varias ocasiones en la A Lyga, donde fue campeón nacional en la temporada 1942/43, pero el club fue desmantelado en 1944 durante la anexión de Lituania a la Unión Soviética durante la Segunda Guerra Mundial.

## Palmarés
- A Lyga: 1

1942/43
- 1 Lyga: 1

1934

## Jugadores

### Jugadores destacados
| - Viktoras Abramikas (1942–1943) - Vladas Adomavičius (1937, 1939–1940, 1942–1943) - Antanas Bulzgys (1932) - Vladas Choniavka (1936–1938, 1942–1943) - Juozas Dirgėla (1928–1931) - Vladas Dzindziliauskas (1942–1943) | - Alfonsas Gudaitis (1936, 1942–1943) - Dizmanas Ilgūnas - Jurgis Safronovas (1936–1938) - Vytautas Stašinskas (1928) - Eduardas Žalkauskas (1936–1938) |